# Guy Abeille
Pour les articles homonymes, voir Abeille (homonymie).
Guy Abeille est un statisticien français. Il se présente comme étant à l'origine du critère de 3 % de déficit public par rapport au PIB.

## Biographie

### Jeunesse et études
Guy Abeille est diplômé de l'École nationale de la statistique et de l'administration économique.

### Parcours professionnel
Guy Abeille était chargé de mission au ministère des Finances sous Valéry Giscard d'Estaing puis au début de l'ère François Mitterrand.
Il est cité comme l'un des « inventeurs » de la règle de 3 %, selon laquelle l'État devrait limiter son déficit public annuel à 3 % de la richesse produite.

## Critère de Maastricht
En juin 1981, alors qu'il était chargé de mission à la Direction du Budget du ministère des Finances, Guy Abeille raconte avoir été mandaté avec son chef de bureau de l'époque Roland de Villepin, pour établir un critère économique utilisable par le Président Mitterrand dans ses discours. Faute de mieux, Abeille et de Villepin auraient alors proposé ce critère relativement simple basé sur un ratio déficit/PIB qui, selon Abeille, « ne mesure rien » et sur une norme (3 %) qui « n'a pas d'autre fondement que celui des circonstances » (le déficit budgétaire de l'époque atteint déjà presque 3 % du PIB). Dans une interview donnée à France Info le 24 février 2016, il réitère cette position en se demandant si « le niveau de 3% de déficits publics a encore une validité économique ».

« François Mitterrand voulait une norme, on la lui a donnée. On ne pensait pas que ça allait déborder au-delà de 1981. »

Mitterrand et Fabius auraient repris à leur compte cette référence pour en faire un dogme économique durant les années 80, peut-être également pour « le rendre bénin » tandis qu'un chiffre en dizaines ou centaines de milliards est plus impressionnant). Le chiffre de 3%, théorisé par des économistes a ensuite été intégré en 1991 dans le traité de Maastricht. Selon Guy Abeille, c'est ainsi que la règle de limitation du déficit à 3% du PIB, à l'origine règle interne française pour un moment donné (1981), serait devenue un des 5 critères de convergences requis pour pouvoir adopter la monnaie européenne, et que les États-membres de la zone Euro s'engagent à suivre.

Au-delà du récit a posteriori de Guy Abeille, les « critères de Maastricht » reposent cependant de manière vérifiable sur un calcul de soutenabilité de la dette théorique et des hypothèses liées au contexte économique des années 1990 dans la future zone euro :
« Ces  règles  budgétaires fixent des plafonds pour les niveaux de dette publique (60 % du PIB) et de déficit public  (3%  du  PIB)  dont  la  cohérence  interne  repose  sur  une  hypothèse  de croissance  nominale  de  l’économie  aux  alentours  de  5 %, proche  des  niveaux observés pour les pays de la zone euro dans les années 1990. (...) Avec  un déficit  public  permanent  de  3 %  et  une  croissance  nominale  de  5 %, le  niveau maximum  pour  un  ratio  de  dette  publique  sur  PIB  stable  est  de  63 %. »